# 外衛府
外衛府（がいえふ）は、奈良時代（8世紀）後期に存在した親衛軍組織。天平宝字8年（764年）の藤原仲麻呂の乱の頃に令外官として設置された衛府の一つで、令制に定められた五衛府より上位に置かれ、近衛府・中衛府に次ぐ地位にあったが、8年ほどで廃止された。

## 概要
史書に正規のものとして登場するのは、『続日本紀』の天平神護元年（765年）2月に、授刀衛の近衛府への改編と、内厩寮の新設とともに、官員の定員と官位相当が定められた、とするものである。しかし、その『続紀』には、前年の藤原仲麻呂の乱の論功として、天平宝字8年（764年）10月、孝謙上皇の命を受け、外衛大将の百済王敬福が和気王・山村王とともに軍を率いて帝（淳仁天皇）の中宮院を取り囲んだとあり、また別の箇所には、藤原田麻呂が右中弁兼外衛中将に任じられたとも記され、仲麻呂の乱の直後には既に存在していた可能性があり、翌年に官制が整備されたものと推定される。
近衛府・中衛府とともに、舎人を武力の主体として禁中の警衛にあたったとされ、将官の地位としてはほかの2つの衛府よりも下位にあった。これらの衛府名が守衛の部署を示したものかどうかは不明である。天平神護元年のこの衛府制度の改革は、仲麻呂の乱で動揺した衛府の再建を目的とし、乱の平定で活躍した授刀衛を中心に、唐の親衛・勲衛・翊衛の制にならって三衛府を五衛府の上位に置き、農民より選ばれる衛士に代えて地方豪族や中央下級官人の子弟からなる舎人をその主体にしようとしたものであった。
しかし、外衛府は設置から8年後の宝亀3年（772年）2月に内豎省とともに廃止され、所属していた舎人は、近衛府・中衛府・左右兵衛府に転属された。これは、外衛府が近衛府・中衛府よりは歴史が浅く、また設立の経緯からして称徳天皇・道鏡政権と関係が近かったこともあったと思われる。

## 外衛府の組織
『続紀』の記述による。
| 官職名   | 定員 | 官位相当 |
| -------- | ---- | -------- |
| 外衛大将 | 1人  | 従四位上 |
| 外衛中将 | 1人  | 正五位上 |
| 外衛少将 | 1人  | 従五位上 |
| 外衛将監 | 4人  | 従六位上 |
| 外衛将曹 | 4人  | 従七位下 |

ほかの戦力については不明。